# Études écossaises
Études écossaises est une revue scientifique publiant des travaux sur la culture, la société, la politique, la littérature et l'histoire écossaises.
Revue annuelle dont chaque numéro se compose d’une partie thématique et d’un second volet traitant d’aspects divers concernant l’Écosse. Ses centres d’intérêt sont la littérature (ancienne et contemporaine), les études culturelles, la civilisation.
Études écossaises est une revue disponible en accès libre sur le portail OpenEdition Journals.